# The Tempest (film fra 1911)
 For alternative betydninger, se The Tempest. (Se også artikler, som begynder med The Tempest)
The Tempest er en amerikansk stumfilm fra 1911.